# The One I Love (filme)
The One I Love (Brasil: Complicações do Amor ) é um filme de suspense estadunidense de 2014 dirigido por Charlie McDowell e escrito por Justin Lader, o filme é estrelado por Mark Duplass e Elisabeth Moss. O filme teve sua estreia mundial no Festival de Cinema de Sundance de 2014 em 21 de janeiro de 2014. Foi lançado em 1 de agosto de 2014 por meio de vídeo sob demanda antes de um lançamento limitado em 22 de agosto de 2014, por RADiUS-TWC.

## Sinopse
Confrontado com o potencial fim de seu casamento, Ethan (Mark Duplass) e Sophie (Elisabeth Moss) estão vendo um terapeuta (Ted Danson) regularmente. Depois de pedir que cada um toque uma nota em um piano, ele identifica uma desconexão em seu relacionamento e sugere que façam um retiro de fim de semana em uma grande propriedade isolada. O casal decide fazer de tudo para salvar seu casamento e concorda em ir.
Uma vez na propriedade, Ethan e Sophie se acomodam, fumando um pouco de maconha para relaxar. Sophie vai para a casa de hóspedes e, enquanto está lá, faz sexo com Ethan. Sophie retorna para a casa para encontrar Ethan dormindo. Quando ela menciona o sexo que acabaram de fazer, Ethan afirma que não consegue se lembrar do evento, então Sophie, irritada que Ethan pudesse arruinar uma noite romântica com uma piada de mau gosto, vai para a cama sozinha. Ethan, em vez disso, se acomoda na casa de hóspedes. Durante a noite, Sophie se junta a ele em remorso, se desculpando por seu comportamento e adormecendo ao lado dele. Na manhã seguinte, ela faz ovos e bacon para ele no café da manhã. Ethan nota como é estranho que Sophie esteja cozinhando bacon para ele, já que ela notadamente odeia o cheiro de bacon e sempre se recusaria a cozinhá-lo.
Ethan, desconfiado, retorna à casa principal, onde Sophie não se lembra de ter se juntado a ele na casa de hóspedes, nem de ceder em seu desgosto por bacon. Ethan rapidamente deduz que algo incomum está acontecendo: quando na casa de campo da casa de hóspedes, cada um deles encontra um doppelgänger do outro, aquele que era convincente o suficiente para passar sem suspeita. Ao visitar Sophie II (Moss), Ethan é capaz de estabelecer que seus sósias não podem ou não vão deixar a casa de hóspedes; ao interromper a sessão de Sophie com Ethan II (Duplass), ele determina que os doppelgängers desaparecem quando os dois cônjuges (originais) estão juntos na casa de hóspedes e que os sósias são versões idealizadas dos cônjuges que imitam. Ethan e Sophie concordam em tirar vantagem dessas circunstâncias estranhas, embora Ethan estabeleça regras básicas, incluindo uma regra de "não ter intimidade" e passar apenas quinze minutos por vez com eles.
Ethan acumula evidências de que há uma explicação mundana para o que está acontecendo: algumas de suas roupas estão faltando e ele recebe várias mensagens de voz de amigos e familiares, atendendo ligações, feitas em sua voz, perguntando sobre detalhes de seu passado. Sophie, entretanto, pergunta a Ethan II por que ele a traiu em primeiro lugar. Ethan II diz que foi um momento de fraqueza e promete consertar. Sophie começou a desenvolver sentimentos por Ethan II e vai para a casa de hóspedes para seduzi-lo. Ethan descobre isso por um truque rápido: alegando levar o carro para a loja, ele entra na casa de hóspedes e assume o lugar de seu doppelgänger. Sophie seduz o Ethan original, sem o conhecimento dela.
Na manhã seguinte, Sophie mais uma vez busca refúgio com Ethan II, e Ethan I deliberadamente os perturba entrando na casa de hóspedes. Enquanto eles discutem, eles encontram Sophie II e Ethan II esperando por eles na casa principal. Os quatro passam uma noite social bizarra juntos, e fica claro que Ethan II e Sophie II sabem que estão desempenhando um papel. Ethan II também revela a duplicidade de Ethan I na casa de hóspedes, momento em que Sophie I pede a Ethan I para sair. Ele vai até a casa de hóspedes para investigar e encontra um computador com arquivos de diferentes casais que incluem gravações de vozes, e localiza um arquivo chamado 'Sophie & Ethan' (presumivelmente Ethan II e Sophie II), aprendendo a imitá-lo e a Sophie I.
Ethan I descobre que está preso na casa de hóspedes, mas Sophie II o deixa sair. Ela explica que o casal residente (Ethan II e Sophie II) deve abrir uma brecha entre o casal visitante, fazendo com que o casal se desapareça. Só então o casal residente pode partir, com o casal visitante preso dentro da propriedade até que novos visitantes cheguem. Mas, inesperadamente, Ethan II se apaixonou por Sophie I e está planejando ir embora com ela. No entanto, Sophie II prefere conspirar contra ele do que ver seu marido partir com outra mulher. Ethan I vai explicar isso para Sophie I, mas Ethan II descobre seu encontro clandestino. Os Ethans se enfrentam, então Ethan II tenta convencer Sophie I a fugir com ele. Quando ela se recusa, Ethan II decide fugir sozinho. Mas ele atinge uma barreira invisível e cai no chão inconsciente com o impacto. Cada Sophie tem uma reação oposta ao incidente, uma aparentemente angustiada por Ethan II deitado no chão e a outra sorrindo lentamente para Ethan I enquanto espera seu próximo movimento. Ethan I agarro a sorridente Sophie e corro para o carro. A Sophie deixada para trás é vista pela última vez deixada ao lado da estrada, ajoelhada sobre Ethan II, que ainda está inconsciente e cujo prognóstico não é claro. Ela olha para cima por um breve momento com um olhar vazio para assistir Ethan e Sophie se afastarem da propriedade.
Ethan e Sophie vão direto para o consultório do terapeuta exigindo respostas, mas o encontram abandonado com apenas um piano no centro da sala. Os dois encerram o dia, aparentemente decidindo lavar as mãos de tudo o que aconteceu e ir para casa. No dia seguinte, Ethan e Sophie estão em casa, na cama. Depois de algumas brincadeiras, ele pergunta o que ela planeja fazer para o café da manhã. Ouvindo de volta do andar de baixo, Sophie casualmente responde ovos e bacon. Ethan leva um momento para considerar o significado de Sophie cozinhando bacon. Ethan parece ficar em paz com sua própria conclusão e ele desce as escadas para se juntar a ela para o café da manhã.

## Elenco
- Mark Duplass como Ethan
- Elisabeth Moss como Sophie
- Ted Danson como terapeuta
- Mary Steenburgen como mãe (voz)
- Mel Eslyn como Victoria (vox)
- Charlie McDowell como Madison (voz)

## Produção
Em março de 2013, foi revelado que Elisabeth Moss, Mark Duplass e Ted Danson haviam sido escalados para o filme, com Mel Eslyn produzindo e Duplass como produtor executivo. Mary Steenburgen fez a voz da mãe do personagem de Duplass. Rooney Mara, namorada de McDowell, serviu como figurinista, mas recebeu crédito como Bree Daniel.

### Filmagem
A filmagem principal durou 15 dias, na casa de Mary Steenburgen e Ted Danson .

## Lançamento
O filme teve sua estreia mundial no Festival de Cinema de Sundance de 2014 em 21 de janeiro de 2014. Pouco depois, RADiUS-TWC adquiriu os direitos de distribuição mundial do filme. O filme foi à tela no Festival de Cinema de Tribeca em 25 de abril de 2014. Naquele mesmo mês, a RADiUS definiu o filme para um lançamento em 15 de agosto de 2014. Foi lançado em vídeo sob demanda em 1 de agosto de 2014, antes de um lançamento limitado em 22 de agosto de 2014. 

### Mídia doméstica
O filme foi lançado em Blu-Ray e DVD pela Anchor Bay Entertainment em 4 de novembro de 2014. Foi então lançado na Netflix em 29 de novembro de 2014 e, desde então, foi disponibilizado para transmissão na Netflix.

## Recepção

### Bilheteria
The One I Love estreou em um lançamento limitado nos Estados Unidos em 8 cinemas e arrecadou US$48,059 com uma média de US$6,007 por cinema e ocupando a 42ª posição nas bilheterias. O maior lançamento do filme foi em 82 cinemas e acabou ganhando US$513,447 no mercado interno e US$69,817 no exterior, com um total de US$583,264. O filme rendeu US$500,000 adicionais por meio de vendas de vídeo sob demanda.

## Resposta da crítica
The One I Love recebeu principalmente críticas positivas dos críticos de cinema e tem uma pontuação de 81% no Rotten Tomatoes com base em 79 comentários com uma classificação média de 6,9 em 10. O consenso crítico afirma "The One I Love não leva sua premissa intrigante o mais longe possível, mas ainda assim acrescenta uma visão ambiciosa e bem-representada do amor e do casamento". O filme também tem uma pontuação de 65 de 100 no Metacritic com base em 27 críticos, indicando "Críticas geralmente favoráveis".
Manohla Dargis, do The New York Times, elogia a escrita performática de Moss: "Em The One I Love, ela cria um retrato complexo de uma mulher testada pelo amor cujos sorrisos funcionam como uma barricada até que fissuras de sentimento quebrem suas últimas defesas".
Geoffrey Berkshire, da Variety, disse em sua crítica que "Charlie McDowell faz uma estreia incrivelmente segura na direção com este inteligente para agradar ao público, apresentando performances espetaculares de Mark Duplass e Elisabeth Moss". Kate Erbland, do Film.com, elogiou o filme dizendo que "(é) uma versão bem construída e habilmente projetada da história de amor moderna". Cory Everett da Indiewire classificou o filme com uma nota B dizendo que "É um filme de relacionamento despretensioso e em pequena escala (com uma pequena reviravolta inebriante), mas ele se aproxima de você".
No entanto, John DeFore em sua crítica para o The Hollywood Reporter criticou o filme que "Em uma base de momento a momento, este filme feito suavemente pode ser incrivelmente difícil, até mesmo irritante, de assistir, devido à repetitividade cansativa das cenas e diálogos e a claustrofobia do cenário paradoxalmente belo".